# 27465 Cambroziak
27465 Cambroziak è un asteroide della fascia principale. Scoperto nel 2000, presenta un'orbita caratterizzata da un semiasse maggiore pari a 2,6527738 UA e da un'eccentricità di 0,0309342, inclinata di 3,54255° rispetto all'eclittica.